# Julia Lee (Musikerin)
Julia Lee (* 31. Oktober 1902 in Boonville (Missouri); † 8. Dezember 1958 in San Diego) war eine US-amerikanische Jazz- und Bluesmusikerin (Pianistin und Sängerin). Sie gilt als die bekannteste Jazz-, Blues- und Rhythm-and-Blues-Pianistin und -Sängerin aus Kansas City.

## Leben und Wirken
Lee war in Kansas City aufgewachsen und hatte schon als Kind zusammen mit einem Saiteninstrument-Trio ihres Vaters sowie bei Veranstaltungen ihrer Kirchengemeinde, aber auch auf Hauspartys Musik gemacht. Ihr Bruder war der Bandleader George E. Lee. Als Pianistin und Sängerin hauptberuflich tätig wurde sie 1917, zunächst im Ragtime-Stil als Kinopianistin, die Stummfilme begleitete, aber auch in den Clubs entlang der 12th Street. Dort wurde sie durch den Vortrag von Bluesnummern mit doppeldeutigen Texten bekannt.
Anschließend spielte sie seit der Gründung als Pianistin im Orchester ihres Bruders George E. Lee, einer sogenannten Territory Band der Region, die um 1920 gegründet wurde und McKinney’s Cotton Pickers Konkurrenz machte, aber auch als stärkster Konkurrent des 
Bennie Moten Orchestra galt. In den 20er Jahren scheint Lees Band nicht zuletzt dank seines und seiner Schwester Gesang mit ulkigen Texten in Kansas City bekannter und attraktiver gewesen zu sein. Mary Lou Williams erinnert sich an Julia Lee aber auch als neben Margaret Johnson wichtigste Pianistin der Stadt. Julia arbeitete 15 Jahre lang im Orchester ihres Bruders, bevor sie – nach ersten Aufnahmen für das Merritt-Label (1927) – 1935 ihre Solokarriere startete.
1944 wurde sie im Rahmen der „History of Jazz“-Reihe von Capitol Records aufgenommen; sie sang nun vor den Bands von Jay McShann und Tommy Douglas. Später trat sie vor allem in einer kleinen Besetzung als Julia Lee and her Boy Friends auf. Zu den Boyfriends gehörten Musiker wie Benny Carter, Vic Dickenson, Ernie Royal, Red Norvo, Red Nichols, Nappy Lamare und Tommy Douglas. Nachdem sie mit „Come On Over To My House Baby“ einen regelrechten Hit in den Jukeboxen und im Radio hatte landen können, erhielt sie 1946 einen festen Vertrag. 1947 stand sie mit „Snatch It And Grab It“ zwölf Wochen lang auf Platz 1 der Rhythm and Blues Charts. Die Platte hatte eine damals beachtliche halbe Million Käufer gefunden. Weitere Hits schlossen sich an. Zwei Jahre später hielt sie neun Wochen lang den ersten Platz der Hitparade mit „King Size Papa“. 1949 spielte Julia Lee auf Einladung des aus Missouri stammenden US-Präsident Harry S. Truman im Weißen Haus. In den 1950ern produzierte sie weiterhin, war jedoch nur noch mäßig erfolgreich. Ein Jahr vor ihrem Tod spielte sie eine kleine Rolle in Robert Altmans in Kansas City gedrehten Film „The Delinquence“. 
Lee steht mit ihrer Musik für einen frühen Übergang vom Kansas City Jazz zum Rhythm & Blues. Laut einer Liste der US-Musikzeitschrift Billboard stand sie auf Platz 12 der im Zeitraum von 1942 bis 1949 in Hinblick auf die Plattenverkäufe erfolgreichsten Rhythm-&-Blues-Künstler – und damit vor Dinah Washington, Billy Eckstine, Wynonie Harris, Charles Brown oder Roy Milton.

## Diskographie
- Julia Lee, Kansas City Star (Bear Family Records BCD 15770, 5 CD-Set).
- Julia Lee, Snatch And Grab It: The Essential Julia Lee (CD, Indigo).